# RAPпресс
«RAPпресс» — российский молодёжный журнал о хип-хоп-культуре. Выходил с 1998 по 2002 год. В 2009 году был выпущен последний тринадцатый номер журнала. Главным редактором журнала был Константин «Крыж» Небесных, а редактором отдела иностранной информации был Дмитрий «Dime» Нечаев, участник группы Nonamerz.

## История
В 1997 году у Константина «Крыжа» Небесных появилась идея сделать журнал о рэпе. Первый номер, появившийся весной 1998 года, был изготовлен на ксероксе в количестве 200 штук и имел размер вдвое меньше, чем у обычных журналов. Журнал был чёрно-белым, а значит, «самиздатовским». За время «двухцветного» существования журнал получил мешок писем. Несмотря на неприметный вид, журнал покупали в Челябинске, Киеве, Риге, Санкт-Петербурге, Владивостоке и других городах. Со временем тираж журнала превысил пять тысяч экземпляров. Журнал приобрёл цветную глянцевую обложку и несколько постоянных рубрик. Редакторы журнала достоверно описывают все события в мире отечественного хип-хопа, об экстремальных видах спорта и граффити, стараются рассказать о самых значимых иностранных рэп-группах и о реальной ситуации на западном рынке.
На страницах журнала часто писали об артистах музыкального лейбла RAP Recordz, поскольку главный редактор журнала был основателем и владельцем этого лейбла с 1997 по 2003 год.
Информационную поддержку журнала осуществляла белорусская «Музыкальная газета», рассказывая своим читателям о содержании нового сдвоенного номера журнала в 2000 году:
Последний номер российского журнала «RAPпресс», на мой взгляд, является лучшим из всех номеров, которые выходили до него, что, в принципе, и должно быть. Журнал содержит ряд полезной и довольно интересной информации как о зарубежных исполнителях и группах, так и об отечественных (под отечественными я подразумеваю не только русских и украинских МС, но и белорусских представителей хип-хоп-культуры)… Кроме всего прочего, в номере вы сможете найти большую статью про одного из лучших продюсеров за всю историю рэпа — Dr. Dre…
А также о содержании нового номера в 2001 году: 
Очередной номер известного российского журнала о русском хип-хопе и не только. Журнал вышел под лозунгом «Революция свершилась!». Если вы читали предыдущие номера журнала, то могли заметить, что в них революция была намечена на осень. Итак, что подразумевалось под революцией? Это релиз нескольких альбомов одних из лучших андеграундных коллективов Москвы, среди которых Ю.Г. с альбомом «Дёшево и сердито», NONAMERZ «Не эгоисты» и D.O.B. «М. С. — мастера слова»… В конце журнала, как всегда, вас ожидает рубрика «Было» — информация о «Rap Music 2000», «Adidas Streetball Challenge 2000».
Также информационную поддержку журналу оказывал первый российский веб-сайт о хип-хопе «Hip-Hop Party», Украинская Хип-Хоп Ассоциация (УХХА), СХIД Connection (с 7 номера) и Universal Music (с 8 номера).
В августе 1999 года о журнале «RAPпресс» написали в статье «Русский хип-хоп» в журнале «ОМ»:
Другое дело, что с Х-Х прессой всё сложно. То есть её почти нет. Впрочем, Гена (он же LG из «Сделано в России») говорил мне, что у него брала интервью девочка из андеграундного московского издания, полностью посвящённого рэпу… Речь идёт о «RAP Press», журнале того формата, что раньше назывался «самиздатовским». Недавно вышел и продаётся в Москве очередной номер, где, помимо прочего, есть интервью с Баскетом и непременный хип-хоп-словарик.
В 2000 году журналу была посвящена статья «RAPпресс: журнал хип-хоп-культуры» в майском номере журнала «Птюч»:
Хип-хоп - стиль жизни для многих. Как и любая культура, хип-хоп включает музыку, одежду, слэнг, манеру поведения. Откуда узнать, как надо? Журнал RАРпресс посвящён хип-хопу целиком, «от корки до корки». Новости со всей страны и со всего мира, музыкальные рецензии, большие материалы про западных звезд и интервью с крупными отечественными хип-хоп-фигурами, тексты про экстремальный спорт и граффити. За 2 года вышло 5 номеров. Возможно, местами не хватает опыта, зато энтузиазма хоть отбавляй.
В 2000 году несколько новостей из нового номера журнала «RAPпресс» были размещены в июньском номере журнала «Птюч».
В ноябре 2000 года журнал «RAPпресс» отметил второй день рождения в московском клубе «РАСпутник». Поздравить журнал пришли хип-хоп группы D.O.B. Community, Nonamerz, «Ю.Г.», «Тени», «Люди Солнца», «Южный Фронт», «Дымовая Завеса», «Бланж», Da Budz, «На Грани». Также были среди гостей Mad Мах и Shotgun из Da B.O.M.B. и группа «Братья Улыбайте». О мероприятии написали в декабрьском номере журнала «Птюч».
Журнал «RAPпресс» окончательно закончил своё существование в 2009 году.

## Список номеров
Всего было выпущено 13 номеров и 2 пилотных номера.
- 000 «RAPпресс» (май 1998) (Сигнальный выпуск)
- 00 «RAPпресс» (июнь-июль 1998)
- 01 «RAPпресс» (июль-октябрь 1998) № 0
- 02 «RAPпресс» (ноябрь-декабрь 1998) № 1 (2)
- 03 «RAPпресс» (январь-февраль 1999) № 1 (3)
- 04 «RAPпресс» (март-май 1999) № 2 (4)
- 05-06 «RAPпресс» (1999) № 3-4 (5-6)
- 07 «RAPпресс» (2000) № 1 (7)
- 08-09 «RAPпресс» (2000) № 2-3 (8-9)
- 10 «RAPпресс» (2001) № 4 (10)
- 11 «RAPпресс» (2001) № 11
- 12 «RAPпресс» (2002) № 12
- 13 «RAPпресс» (2009) № 13